# Schochwitz
Schochwitz is een plaats en voormalige gemeente in de Duitse deelstaat Saksen-Anhalt, en maakt deel uit van de Landkreis Saalekreis.
Schochwitz telt 1.265 inwoners.

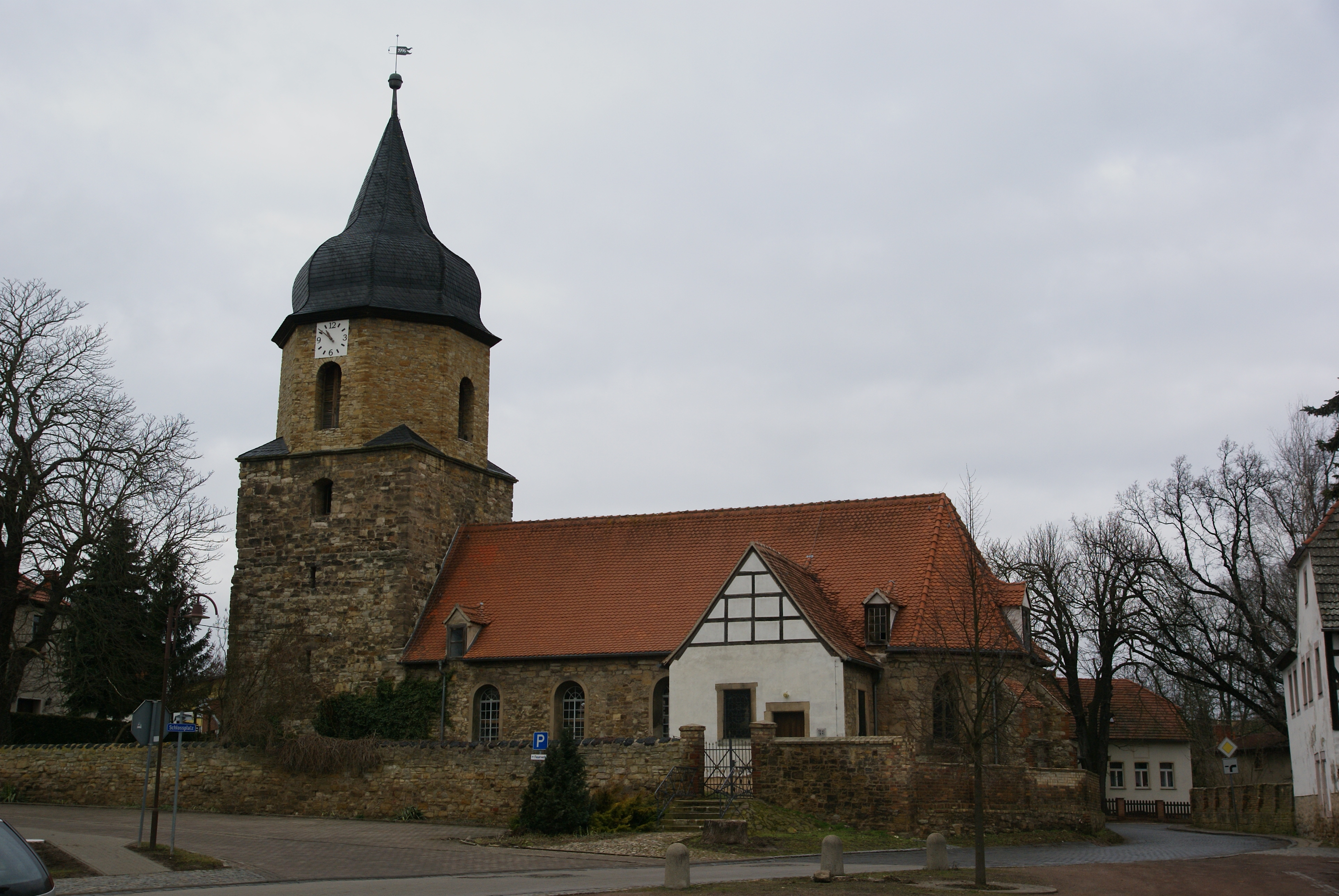
Dorpskerk van Schochwitz
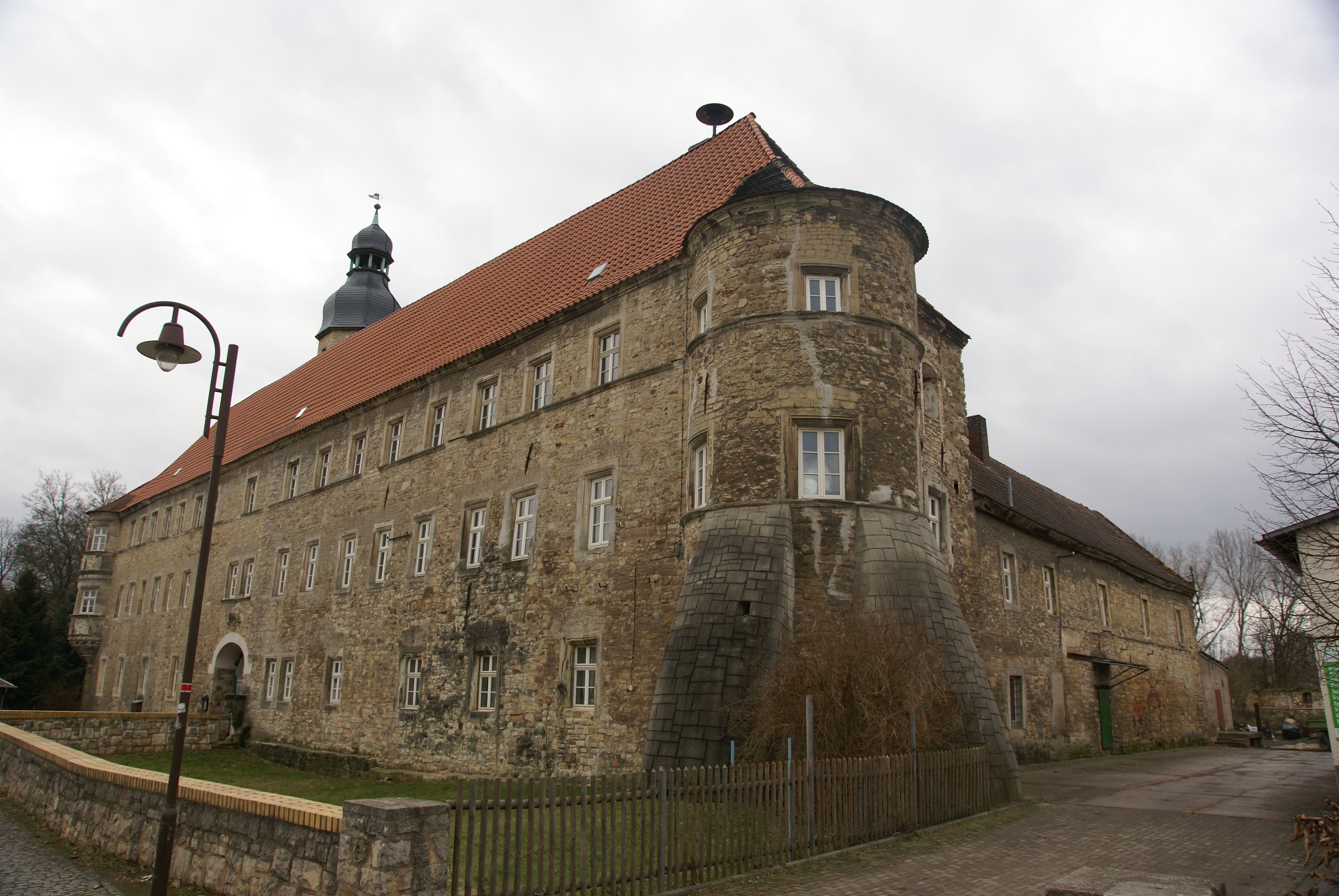
Slot Schochwitz